# Demodes immunda
Demodes immunda là một loài bọ cánh cứng trong họ Cerambycidae.